# Passo di Pampeago
Il passo di Pampeago (Reiterjoch in tedesco; 1.983 m), è un valico alpino fra la selva di Ega e la Cima di Valsorda, ai confini fra le province di Trento e Bolzano, nelle Dolomiti. Mette in comunicazione la val di Fiemme con la val d'Ega. Gli ultimi 2,5 km del versante meridionale sono stati asfaltati nel corso del novembre 2011 per il passaggio del Giro di Italia 2012. 
Sul versante meridionale si trova l'Alpe di Pampeago, mentre su quello settentrionale la frazione di Obereggen del comune di Nova Ponente. Entrambe le località sono collegate dagli impianti di risalita dello Ski Center Latemar.

## Ciclismo
Il versante più noto è senz'altro quello di Tesero: si sale all'Alpe di Pampeago (1757 m s.l.m.), con un dislivello di 765 metri in poco meno di 8 chilometri con una pendenza media che sfiora il 10% (in particolare sono durissimi gli ultimi 4 chilometri).
Sul finire degli anni novanta questa salita è stata scelta come arrivo di tappa al Giro d'Italia avendo due volte protagonista Marco Pantani: prima nel 1998, nella tappa vinta dal russo Pavel Tonkov, suo compagno di fuga, e nel 1999 con la sua personale affermazione.
Il Giro è tornato a far tappa qui altre tre volte: nel 2003 con la 14ª tappa che ha visto la vittoria di Gilberto Simoni, nel 2008, nuovamente con la 14ª tappa e il trionfo di Emanuele Sella al termine di una fuga d'altri tempi, e nel 2012, con la 19ª tappa vinta da Roman Kreuziger.

### Tappe del Giro d'Italia con arrivo all'Alpe di Pampeago
| Anno | Tappa | Partenza             | km  | Vincitore di tappa | Maglia rosa       |
| ---- | ----- | -------------------- | --- | ------------------ | ----------------- |
| 1998 | 18ª   | Selva di Val Gardena | 115 | Pavel Tonkov       | Marco Pantani     |
| 1999 | 19ª   | Castelfranco Veneto  | 166 | Marco Pantani      | Marco Pantani     |
| 2003 | 14ª   | Marostica            | 162 | Gilberto Simoni    | Gilberto Simoni   |
| 2008 | 14ª   | Verona               | 195 | Emanuele Sella     | Gabriele Bosisio  |
| 2012 | 19ª   | Treviso              | 197 | Roman Kreuziger    | Joaquim Rodríguez |